# Lochmaeocles fasciatus
Lochmaeocles fasciatus är en skalbaggsart som först beskrevs av Lucas 1859.  Lochmaeocles fasciatus ingår i släktet Lochmaeocles och familjen långhorningar.
Artens utbredningsområde är Paraguay. Inga underarter finns listade i Catalogue of Life.